# 九〇式機上作業練習機

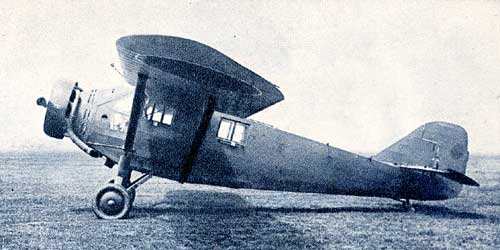
九〇式二号機上作業練習機（K3M3）

九〇式機上作業練習機（きゅうれいしききじょうさぎょうれんしゅうき）は、第一次世界大戦と第二次世界大戦の間に日本海軍で採用された練習機である。開発・製造は三菱重工業で、機体略番はK3M。
昭和6年10月に制式採用された本機は、航法、通信、射撃、爆撃、偵察等の機上での各種作業を学ぶ練習機として初めて開発された機体だった。全体に使いやすい機体で、太平洋戦争終戦まで広く利用された。

## 概要
日本海軍では、艦上攻撃機、艦上爆撃機、陸上攻撃機、観測機のような多座機における操縦員以外で航法、通信、爆撃、射撃、写真撮影、観測などを行う飛行機搭乗員を一括して｢偵察員｣と呼び、複座機や大型機の比率が多かったため偵察員は操縦員と同数ぐらい必要であった。
一つの機体で偵察員の作業訓練を行える機種の開発を考えた海軍は、昭和3年8月に三菱重工業に対して開発を指示した。三菱では研究を重ね、昭和5年5月に試作第1号機を完成させた。300 hpの水冷V型8気筒エンジンである「三菱イスパノ・スイザ（ヒ式） 三百馬力発動機」を搭載した単発単葉機で、主翼は木製骨組に羽布張り、胴体は角型で鋼管の骨組に羽布張りだった。テストの結果、発動機を中心とした振動が大きいことや安定性の不良などの問題点が指摘されたが、改良を重ね昭和6年10月に九〇式陸上機上作業練習機（K3M1）として制式採用された。しかし発動機関係のトラブルは解決されていなかった為、発動機を空冷式の「天風」に換装した型が同時期に開発された。エンジンの換装は速度性能を始めとする諸性能を向上させたため、こちらの型が量産されることになった。
さらに、昭和13年にはエンジンをさらに強力な中島製の「寿」に換装し、尾翼の改修や燃料タンクの増量を行った型が開発され九〇式二号陸上機上作業練習機（K3M3）として制式採用された。これに伴い、それまでの型は九〇式一号陸上機上作業練習機と呼ばれるようになった。これらの機体の開発は三菱で行われたが、生産は主に九州飛行機と愛知航空機で行われた。総生産機数は624機である。
胴体の形状が角型で搭載力に余裕があったため、様々な練習機器を搭載することが可能だった。加えて、操縦席とキャビン部分がフラットだったために、お互いの行き来が容易で教官と生徒とのコミュニケーションがとりやすいという利点もあった。このため、太平洋戦争中に採用された白菊より、実用面では勝るとの意見も強く、旧式機ながら終戦まで訓練、連絡、輸送等の任務で広く利用された。
なお、陸上型の他にわずかではあるが九〇式水上機上作業練習機（K3M2）も作られたが、昭和11年には全機退役している。また、輸送専用に改造した機体を九〇式陸上輸送機（K3M3-L）と呼び、落下傘部隊の母機となる九〇式陸上輸送機二型（K3M3-L2）も製造された。

## キ7
日本陸軍においても本機の高性能に目をつけ、昭和8年に三菱に対してキ7として試作指示を出した。同年に陸軍仕様に改造した試作機が2機完成し試験が行われたが、陸軍では中島製のキ6（後の九五式二型練習機）を採用する方針が強く、結局不採用となった。

## スペック（K3M3）
- 全幅: 15.78 m
- 全長: 9.56 m
- 全高: 3.82 m
- 全備重量: 2,200 kg

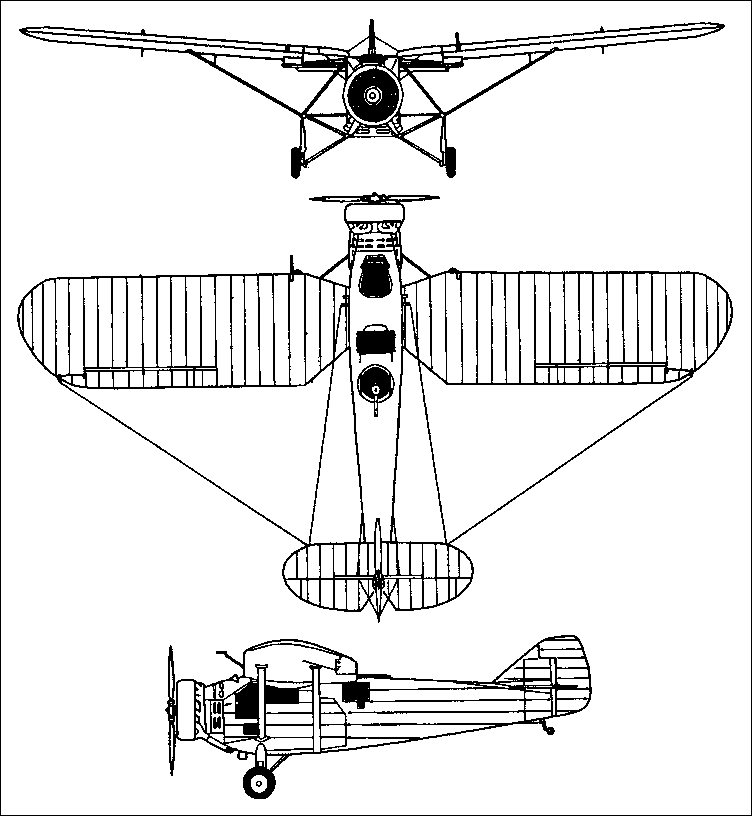
K3M

- エンジン: 中島「寿」二型改二 空冷9気筒  580 hp × 1
- 最大速度: 235 km/h
- 航続距離: 800 km
- 武装
  - 7.7mm旋回機関銃 × 1
- 乗員: 5名